# 彰化縣芳苑鄉王功國民小學
彰化縣芳苑鄉王功國民小學，簡稱王功國小，位於臺灣彰化縣芳苑鄉王功海邊，創立於1920年，是一所百年老校。學區有王功、博愛、民生、和平、興仁等五村，設有普通班12班、分散式資源班1班、附設幼兒園2班，國小部學生228人，附設幼兒園54人。

## 历史
日治大正9年（1920年）4月1日設立番挖公學校（芳苑國小前身）王功臨時分教場，借用民宅上課，學生共2班13人，由謝短先生擔任教師，隔年才遷往現址設校。1922年4月1日正式成立番挖公學校王功分教場，派謝短先生任分教場主任，興建教室、辦公室、廁所等，學生人數49人。1941年4月1日獨立為王功國民學校，學生人數345人，並派福谷文雄先生為第一任校長。
戰後民國34年（1945年）12月25日派陳烈先生為第一任校長，1968年改名為王功國民小學，同年12月4日設立新寶分校，1981年8月1日新寶國小獨立。2008年校舍經檢測列為「老舊危險校舍」，核定分二期工程，進行拆除重建。第1期工程（北棟校舍）於2012年5月3日落成啟用，工程費新台幣6,158萬元；第2期工程（南棟校舍）核定工程費6,592萬5,000元。於2014年10月竣工。2020年3月25日該校舉辦創校100週年慶校舍命名票選活動，依全校師生投票結果命名，北棟--漁火樓、南棟--曙光樓。

## 榮譽
該校於2020年榮獲交通部109年「金安獎」交通安全教育訪視特優；同年因辦理夏日樂學成效優良，獲教育部邀請參加「109年夏日樂學紀錄片暨成果發表記者會」分享學習成果。

## 歷任校長
|            | 名字     | 上任日期       | 卸任日期      |
| 日治時期   | 日治時期 | 日治時期       | 日治時期      |
| ---------- | -------- | -------------- | ------------- |
| 分教場主任 | 謝短     | 1922年4月1日   |               |
| 第一任     | 福谷文雄 | 1941年4月1日   |               |
| 民國時期   |          |                |               |
| 第一任     | 陳烈     | 1945年12月25日 | 1946年3月22日 |
| 第二任     | 林朝廷   | 1946年3月23日  | 1952年9月19日 |
| 第三任     | 侯奕文   | 1952年9月20日  | 1957年11月4日 |
| 第四任     | 黃焜輝   | 1957年11月5日  | 1960年8月28日 |
| 第五任     | 瞿曜汾   | 1960年8月29日  | 1962年10月1日 |
| 第六任     | 黄天龍   | 1962年10月2日  | 1970年2月17日 |
| 第七任     | 施仲榮   | 1970年2月18日  | 1974年9月3日  |
| 第八任     | 林文理   | 1974年9月4日   | 1990年7月31日 |
| 第九任     | 顏國義   | 1990年8月1日   | 1995年7月31日 |
| 第十任     | 謝春農   | 1995年8月1日   | 2000年7月31日 |
| 第十一任   | 游輝演   | 2000年8月1日   | 2008年7月31日 |
| 第十二任   | 侯宏仁   | 2008年8月1日   | 2016年7月31日 |
| 第十三任   | 謝格倫   | 2016年8月1日   | 2024年7月31日 |
| 第十四任   | 洪文章   | 2024年8月1日   |               |

## 外部連結
- 彰化縣芳苑鄉王功國民小學的Facebook專頁
- 王功國小百週年紀念網站